# Rückl (sklárna)

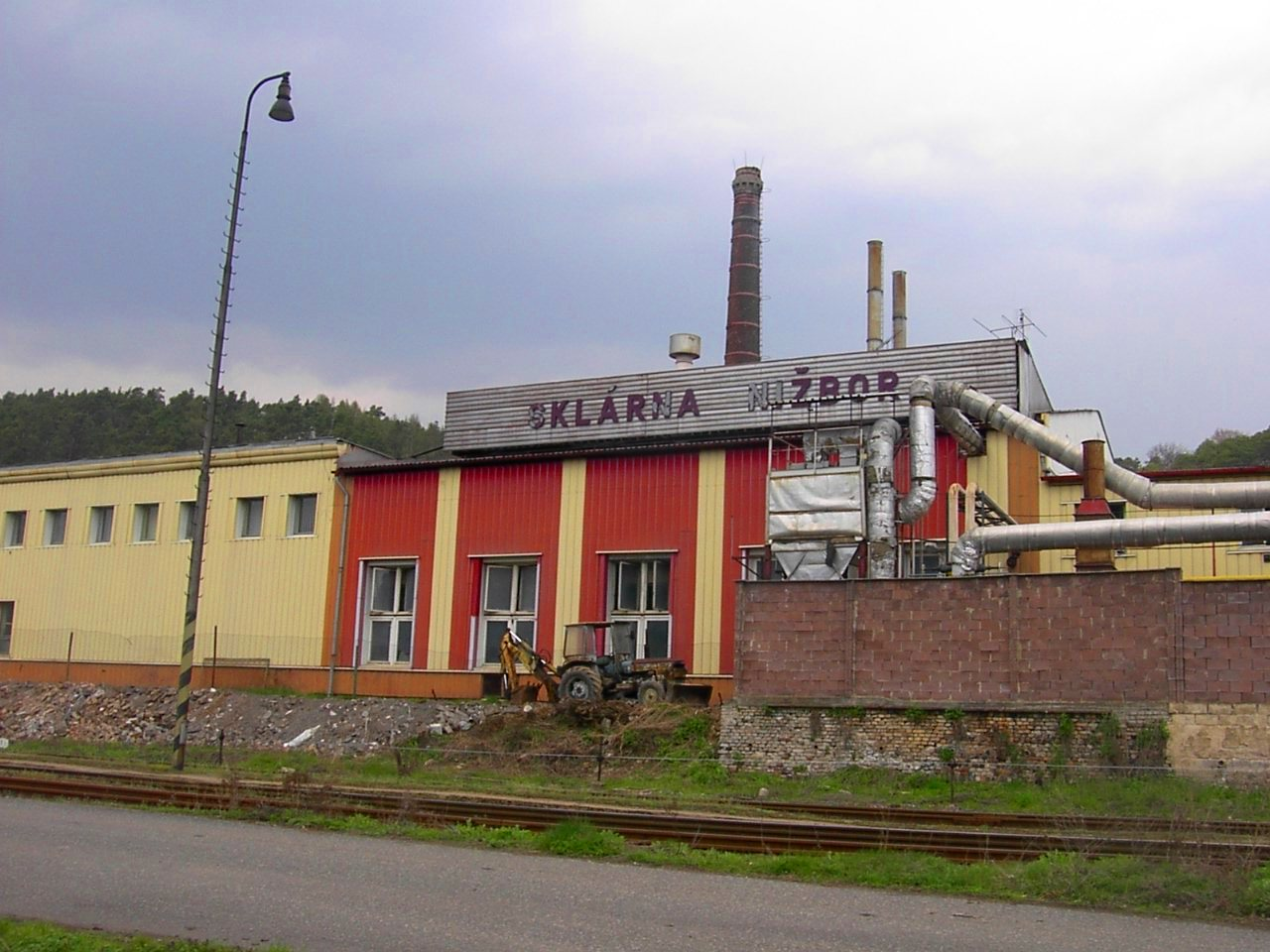
Sklárna Nižbor

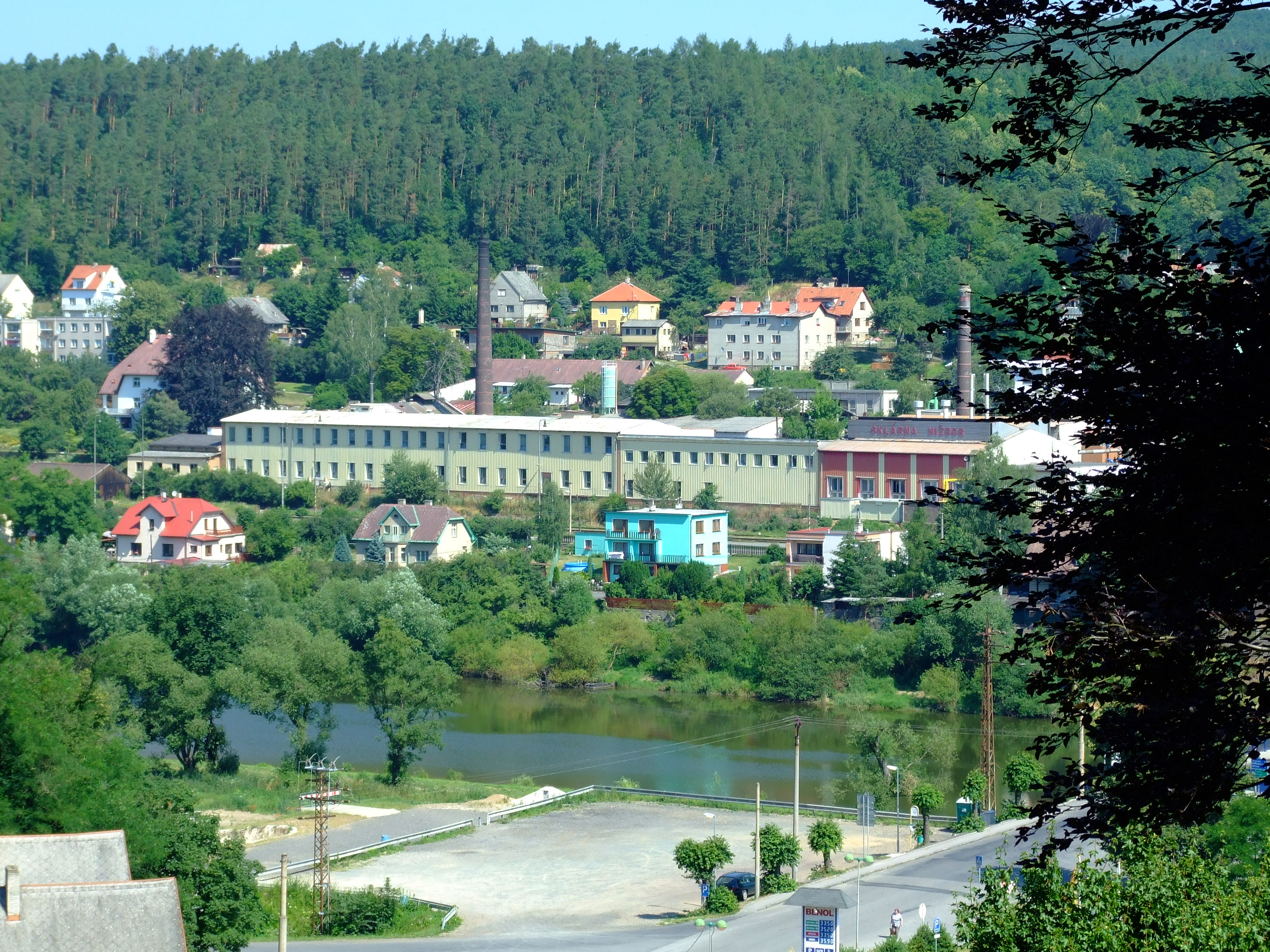
Pohled na areál sklárny v Nižboru

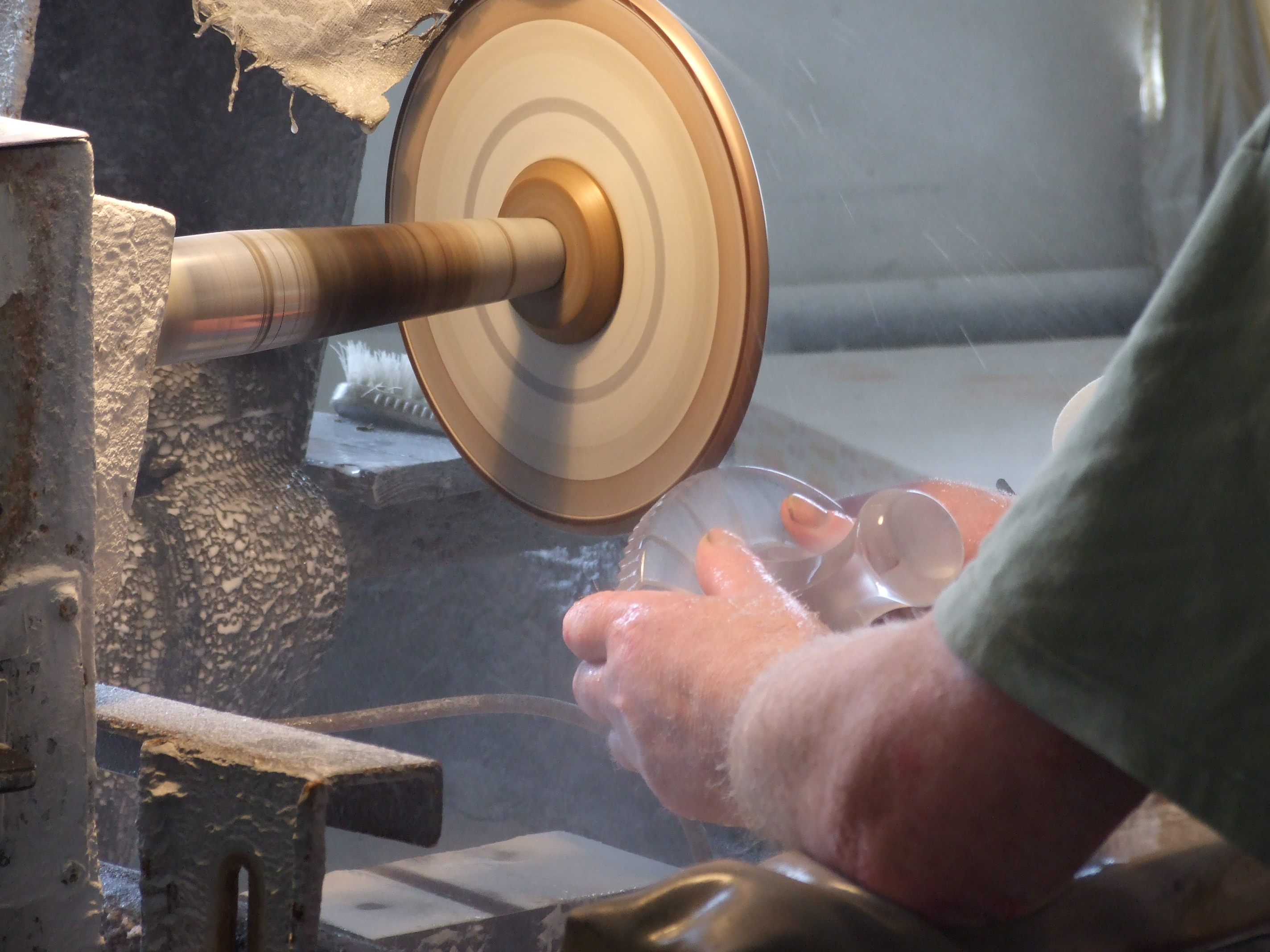
Vybrušování jednotlivých částí skleněného výrobku ve sklárně v Nižboru

RÜCKL je sklárna, která se nachází v obci Nižbor nedaleko Berouna. Byla založena v roce 1903 Antonínem Rücklem, členem staré rodiny sklářů, jejíž kořeny je možno vysledovat až do poloviny 17. století. V té době Rücklové vlastnili ještě sklárnu ve Včelničce a Skalici. Nižborská sklárna je nejmladší, a jedinou stále fungující sklárnou, která vznikla díky této rodině. V roce 1945 byla znárodněna dle dekretu prezidenta Beneše číslo 100. Po revoluci v roce 1992 pak sklárnu zprivatizoval pravnuk Antonína Rückla Jiří Rückl a založil akciovou společnost. Sklo z Nižboru vlastnila například i britská královna Alžběta II.

## Historie
Rodinná značka Rückl je synonymem prvotřídního broušeného křišťálu od roku 1846. Rod Rücklů přišel do Čech na počátku 17. století a valná většina jeho příslušníků se živila ve sklářském prostředí, a to nejprve na Šumavě a od r. 1719 i na Českomoravské vrchovině. První stabilní sklářská huť, která nesla rodinné jméno, se usídlila v Cyranově Wostrově v roce 1846 díky přičinění Jana Rückla. Společně s tímto datem byly položeny základy budoucího sklářského impéria, které už své vášně navždy spojilo s několika místy na českém území. V roce 1903 Antonín Rückl, nestor českého sklářského průmyslu, rozhodl na zelené louce postavit sklárnu v Nižboru, v bezprostřední blízkosti právě vzniklé železnice z Prahy do Rakovníka.
Skutečná zlatá éra nastala v období mezi dvěma světovými konflikty, kdy se v roce 1923 z rodinných skláren stala akciová společnost a pozornost se zaměřila na rozšiřování a inovace. V tomto čase se všechny společnosti Rückl pyšnily tisícovkou zaměstnanců, sklady v hlavním městě a zastoupením po celém světě od Belgie a Anglie až po Indii nebo Damašek. Kromě technologického pokroku se sklárna soustředila i na vývoj v oblasti designu a navázala spolupráci s předními českými sklářskými výtvarníky, jakými byli Ludvika Smrčková či profesor Josef Drahoňovský. Úspěch slavili s exkluzivní broušenou vázou pro pana prezidenta Tomáše Garrigue Masaryka, ale i na sklářské výstavě v Paříži, odkud si za své produkty v roce 1935 přivezli ocenění Grand Prix.

## Současnost
Sklárny Rückl pod názvem Rückl Crystal nadále nabízejí a produkují širokou škálu skleněných výrobků. Zásadní změny přináší sklárně rok 2017. Se vstupem investora a mecenáše českých značek Martina Wichterleho má po staletí budované řemeslo příležitost zazářit také na poli současného designu.[zdroj?] Nová kolekce České nebe pod vedením uměleckého ředitele Ronyho Plesla vzdává hold tradici českého sklářství a ikonám české historie.[zdroj?] Sklárna má dnes svoje reprezentativní prodejny skla mimo České republiky také v Německu, Belgii, Holandsku a ve Velké Británii.[zdroj?] Nižborská sklárna bude rovněž spolupracovat s další Wichterleho sklárnou ve Světlé nad Sázavou a značkou Bomma. Obě sklárny budou hledat synergie výrob a budou spolupracovat ve výrobní a technické oblasti, obchodu či marketingu.

## Expozice
Sklárnu je možné navštívit a prohlédnout si celou její výrobu při komentovaných prohlídkách, od hutě přes brusírnu. Návštěvníci mají možnost spatřit jednotlivé fáze a tradiční techniky výroby skla. Během exkurze se návštěvníci seznámí s jednotlivými etapami výroby křišťálových výrobků ruční technologií, tedy hutním provozem, tavením, pukáním, leptáním, broušením a kreslením skla. Každý z jednotlivých kroků výroby křišťálu je vysvětlen a představen, stejně jako umění ručního foukání, proces kontroly kvality a řemeslné mistrovství nižborských brusičů.

### Výroba skla
Nejprve v hutní hale s pecí dochází k tavení střepů (60 %) a směsi chemických látek (40 %) v plynových pecích při teplotě 1450 °C na sklovinu. Ta je následně nabírána sklářskými píšťalami. Skláři pak foukají sklo do forem mnoha tvarů a velikostí. K tomu se používají převážně vlastnoručně vyřezávané formy z bukového, či hrušňového dřeva. Ty se mohou asi sto-padesátkrát využít a poté se musí vyrobit forma nová, jelikož se formy vypalují. Občas se ale používají i formy železné. Následně ho přesouvají na šest až dvanáct hodin do chladicí pece (v závislosti na velikosti produktu). Jelikož má vyfouknutý výrobek teplotu kolem 500 °C, musí se pomalu ochladil, aby nepopraskal. Chladicí pec má v sobě posuvný pás, díky kterému je možné ochlazovat více výrobků zároveň.

### Pukárna
Další částí je pukárna, kde se postaví výrobek na otočný talíř a zde jsou poté oddělovány nepotřebné části od vyfouknutého skla pomocí plynového plamínku, či diamantové pily. Po několika minutách přebytečná část praskne a tím se oddělí od finálního výrobku. Tato část se rozbije opět na malé střepy a je využita do dalších výrobků. Díky tomuto přístupu zde probíhá stoprocentní recyklace, díky čemuž nevzniká zcela žádný odpad. Zde také probíhá první kontrola kvality, kde se výrobek kontroluje, zdali splňuje zavedený standard. Pokud ano, pokračuje na kreslírnu. Pokud kontrolou neprojde, tak se výrobek rozbije na střepy a je opět roztaven.

### Broušení skla
Broušení skla probíhá v brusírně, sem se přivezou již téměř hotové výrobky, kterým chybí pouze drobné detaily. Pomocí bílé barvy se nejprve na kreslírně předkreslí síť, ve které se později brusič orientuje. Vybrušují se zde obrazce diamantovými kotouči různých velikostí. Nejprve se do předkreslené sítě vybrousí větší ornamenty a ozdoby, a postupně se zachází do stále drobnějších detailů. Na jednom výrobku pracuje mnoho brusičů a to proto, aby stále nemusely měnit vzory a kotouče, se kterými pracují, funguje zde manufakturní výroba. V tuto chvíli vypadá výrobek poměrně ošklivě, a to z důvodu, že je na něm stále vidět bílá síť pro orientaci a vše co bylo vybroušeno je matné,nevyleštěné a ostré. V tuto chvíli se výrobek pokračuje na leštírnu, kde se ponoří do směsi kyseliny sírové a chlorovodíkové, poté získá krásnou a vyleštěnou podobu. Zde se několik hodin ponechá. Poté se vyleštěné výrobky vyjmou a vrátí zpět na brusírnu, kde se na nich dobrousí místa a všechny drobné detaily, které se již dále neleští. Poté se výrobek dozdobí, ať už poměrně snadný, tak velmi složitými technikami (např. pískování, zlacení a malování). Hotový výrobek se již jen opláchnou vodou a zabalí, a jsou připraveny k exportu. Více než 90c% výrobků se vyváží do ciziny. Nejčastěji do USA, Arabských emirátů a Japonska.